# ザクセン＝コーブルク＝ゴータ公国

ザクセン＝コーブルク＝ゴータ公国
Herzogtum Sachsen-Coburg und Gotha

国歌: "Heil unserm König, heil "
ドイツ帝国内におけるザクセン＝コーブルク＝ゴータ公国

ザクセン＝コーブルクおよびゴータ公国（Herzogtum Sachsen-Coburg und Gotha）もしくはザクセン＝コーブルク＝ゴータ公国（Sachsen-Coburg-Gotha、[ˈzaksn̩ ˈkoːbʊʁk ˈɡoːtaː]）は、1826年から1918年までドイツ中部のテューリンゲン地方に存在した領邦国家。ザクセン＝コーブルク公国 (de:Sachsen-Coburg) とザクセン＝ゴータ公国 (de:Sachsen-Gotha) の同君連合であった。首都はそれぞれコーブルクとゴータに置かれた。
公国そのものは小規模ながら、公家であるザクセン＝コーブルク＝ゴータ家はその子女がヨーロッパ各国の王室に広がったことで知られる。ベルギー初代国王レオポルド1世や、イギリス女王ヴィクトリアの王配アルバートの出身国である。

## 地理

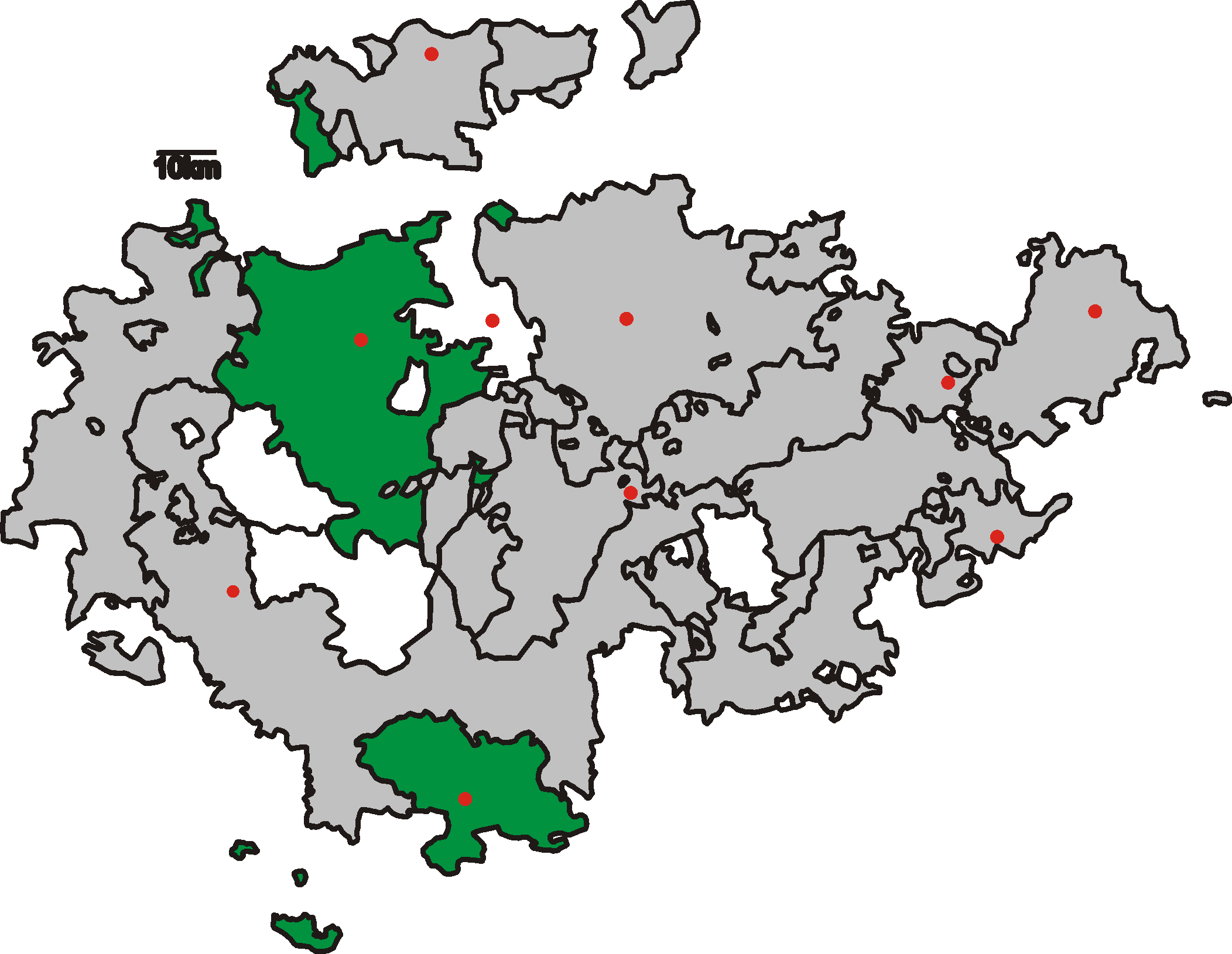
テューリンゲン諸国におけるザクセン＝コーブルク＝ゴータ公国（1900年）

ドイツ帝国のもとでテューリンゲン諸邦と総称された領邦群のうちのひとつである。
テューリンゲン地方は、歴史的経緯から各国が大小の飛地を有して入り組んでいた。ザクセン＝コーブルク＝ゴータ公国は、北のザクセン＝ゴータ公国（首都はゴータ、現在はテューリンゲン州ゴータ郡に所属）と、南のザクセン＝コーブルク公国（首都はコーブルク、現在はバイエルン州コーブルク郡に所属）の同君連合であり、2つの公国の領域は隔たっている。

## 歴史
1825年、ザクセン＝ゴータ＝アルテンブルク公フリードリヒ4世の死去によってザクセン＝ゴータ＝アルテンブルク公家が断絶すると、ヴェッティン家エルンスト系のザクセン諸公国の間で領土の再分配が行なわれた。ザクセン＝コーブルク＝ザールフェルト公エルンスト1世はザールフェルトをザクセン＝マイニンゲン公国へ譲るかわりにゴータを継承し、これによってザクセン＝コーブルク＝ゴータ公国が成立した。エルンスト1世の治世にドイツ関税同盟・北ドイツ連邦へ加盟し、次代のエルンスト2世のときドイツ帝国の構成国となった。
ザクセン＝コーブルクとザクセン＝ゴータは名目上は2つの公国であったが、連邦参議院で割り当てられた投票権は両公国合わせて1票であった。そのため正式に合併しようという提案が2度にわたってなされたが、結局これは実現しなかった。
エルンスト2世の時代に、公国は世界で唯一アメリカ連合国を国家承認している。
1918年にドイツ革命が発生すると、カール・エドゥアルト公は退位宣言書に署名し、公国は消滅した。1919年に行われた住民投票の結果、翌1920年にコーブルク自由州はバイエルン州へ、ザクセン＝ゴータ自由州はテューリンゲン州へそれぞれ編入された。

## 君主一覧
第3代と第4代のザクセン＝コーブルク＝ゴータ公はそれぞれイギリス女王ヴィクトリアと王配アルバートの子・孫にあたり、イギリスに生まれ、イギリス王族でもあった。
1. エルンスト1世（1826年 - 1844年）
2. エルンスト2世（1844年 - 1893年）
3. アルフレート（1893年 - 1900年）
4. カール・エドゥアルト（1900年 - 1918年）